# ポーツマス (ドミニカ国)
ポーツマス（英語: Portsmouth）は、ドミニカ国のセント・ジョン教区の町。島北西部のプリンス・ルパート湾に面した港町で、漁業がさかん。集落の人口は1,331人。ピカード、グレンヴィラを含めた地方自治体としてのポーツマス町の人口は4,167人（どちらも2011年国勢調査）。
1760年にドミニカ島の首都に選ばれたが、マラリアが発生したため年内にはロゾーへ遷都された。1978年にピカードでロス大学医学部が開校したが、2017年9月に上陸したハリケーン・マリアの被害を受け2019年1月にバルバドスへ移転した。
町内のベンジャミンズ・パークでは、クリケット競技の国際大会が実施されている。日本政府が政府開発援助で建設した水産センターがある。
ポーツマス町は同国で唯一、町（Town）の地位にある。